# Orybazjusz

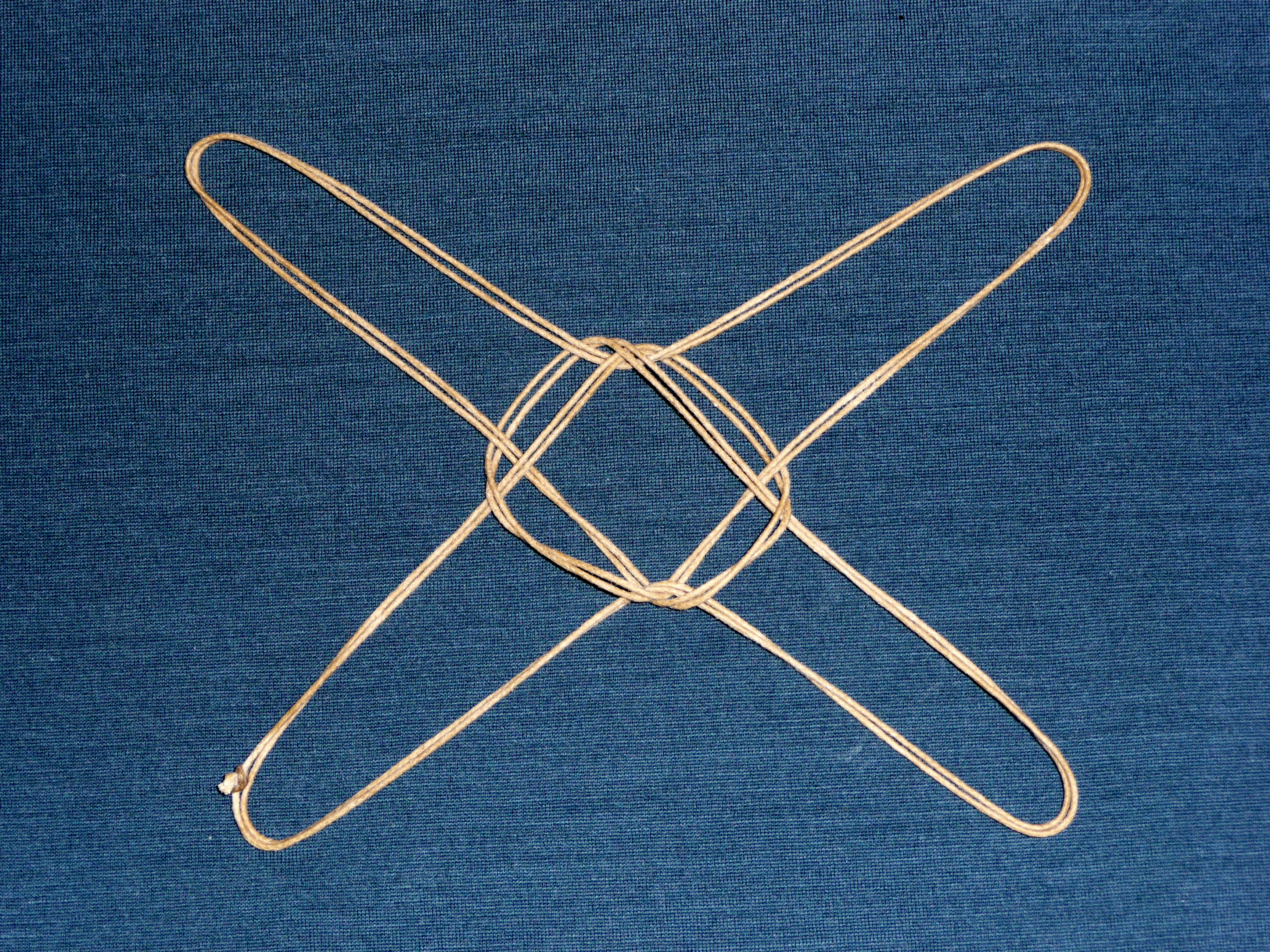
Temblak do wiązania złamanych szczęk opisany przez Heraklasa, a znany z republikacji u Orybazjusza

Orybazjusz (Oribasios, Oribasis, Oribaso; ur. 325 w Pergamonie, zm. 403 w Konstantynopolu) – starożytny lekarz i autor dzieł medycznych.
Ukończył szkołę medyczną w swoim rodzinnym Pergamonie, a następnie kontynuował studia medyczne w Aleksandrii. Jego nauczycielem i mistrzem w Aleksandrii był Zenon z Cypru, który wprowadził go jako lekarza na dwór cesarza rzymskiego Juliana Apostaty. Orybazjusz został lekarzem nadwornym cesarza. 
Jako autor Orybazjusz zasłynął dziełem Zbiory lekarskie w 70 tomach (zachowało się 25 z nich), będącym encyklopedią wiedzy medycznej, zbierającą całą ówczesną wiedzę w tej dziedzinie i opierającą się na wyciągach z dzieł innych autorów, m.in. z dzieł Galena. 
Był też twórcą poradnika samoleczenia Lekarstwa domowe w 4 tomach. Poradnik ten zachował się zarówno w oryginale (Greka) jak i w łacińskim przekładzie. 